# Hanns Lautensack

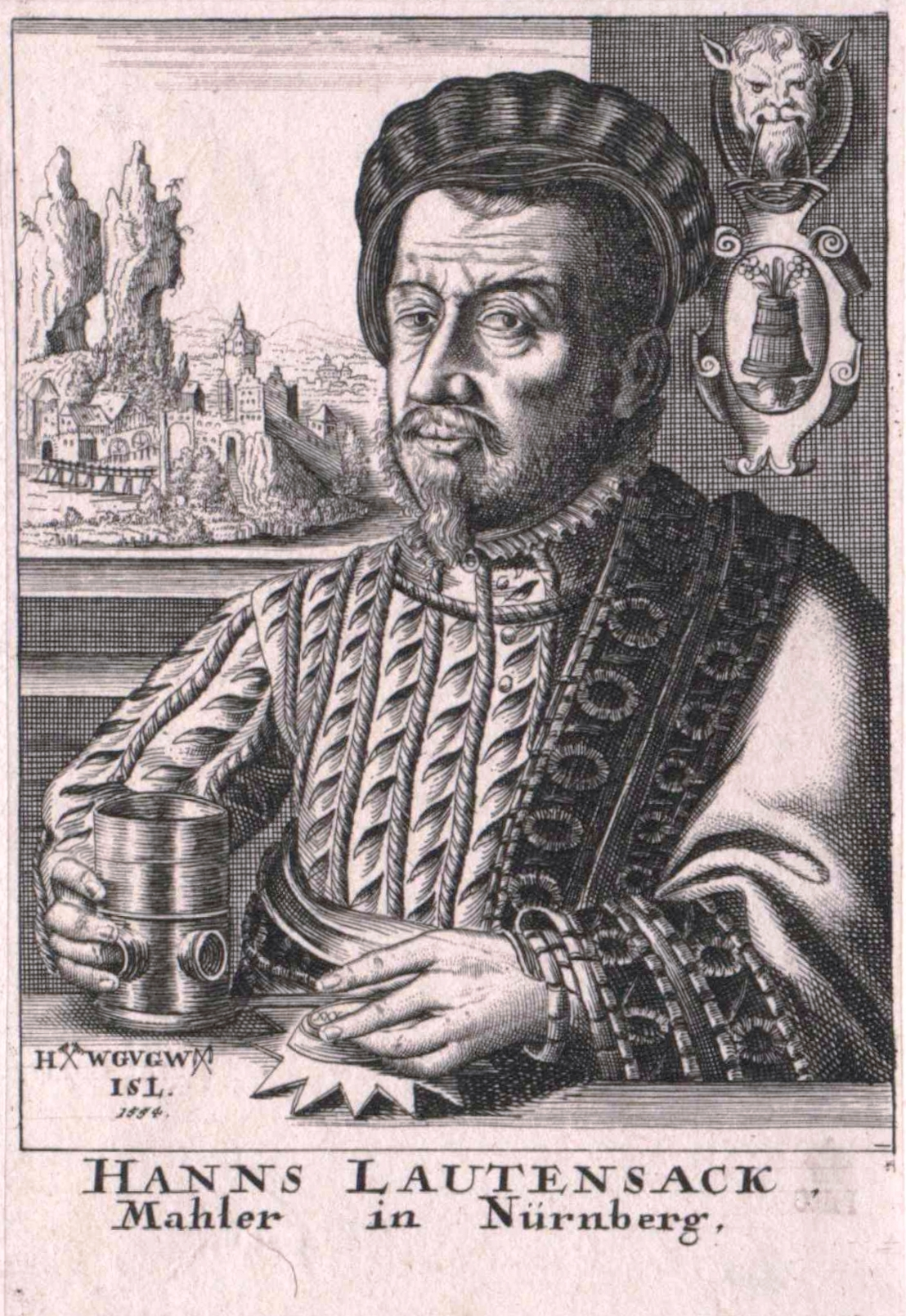
Selbstbildnis Hanns Lautensack (1554)

Hanns Lautensack (auch: Hans Sebald Lautensack, * um 1520 in Bamberg; † um 1565 in Wien) war ein deutscher Kupferstecher und Radierer.

## Leben und Werk

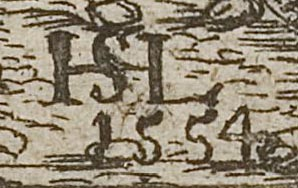
Signatur auf der Steyrer Ansicht

Hanns Lautensack war ein Sohn von Paul Lautensack. Wie sein Bruder Heinrich erhielt Hanns wohl seine Ausbildung bei einem Goldschmied. Obwohl er sich selber als „Pictor“ bezeichnete, sind keine Gemälde von ihm bekannt. Seine frühen Arbeiten orientieren sich an der Grafik der Nürnberger „Kleinmeister“. Später werden dann bewusst Landschaftselemente in die Porträtdarstellungen einbezogen. Die wesentlichen Anregungen für reine Landschaftsdarstellungen bekam Lautensack von Albrecht Altdorfer und Wolf Huber. Topografisch genaue Ortsaufnahmen lieferte er 1552 von Nürnberg und 1554 von Steyr. 1554 siedelte Lautensack nach Wien über. Hier fertigte er Bildnisse des Erzherzogs Karl von Steiermark, des Erzherzogs Maximilian von Österreich und von König Ferdinand I. sowie bedeutende Stadtansichten, die im Frühwerk von der Donauschule beeinflusst sind. In seine Landschaftsdarstellungen schloss Lautensack nun biblische Darstellungen ein.
Das grafische Werk ist in den Sammlungen von Berlin, München, Nürnberg, Braunschweig und Wien aufbewahrt. Stiche und Radierungen Lautensacks befinden sich in der Albertina. Eine umfangreiche Sammlung von Arbeiten Lautensacks besitzt auch das British Museum.

## Arbeiten

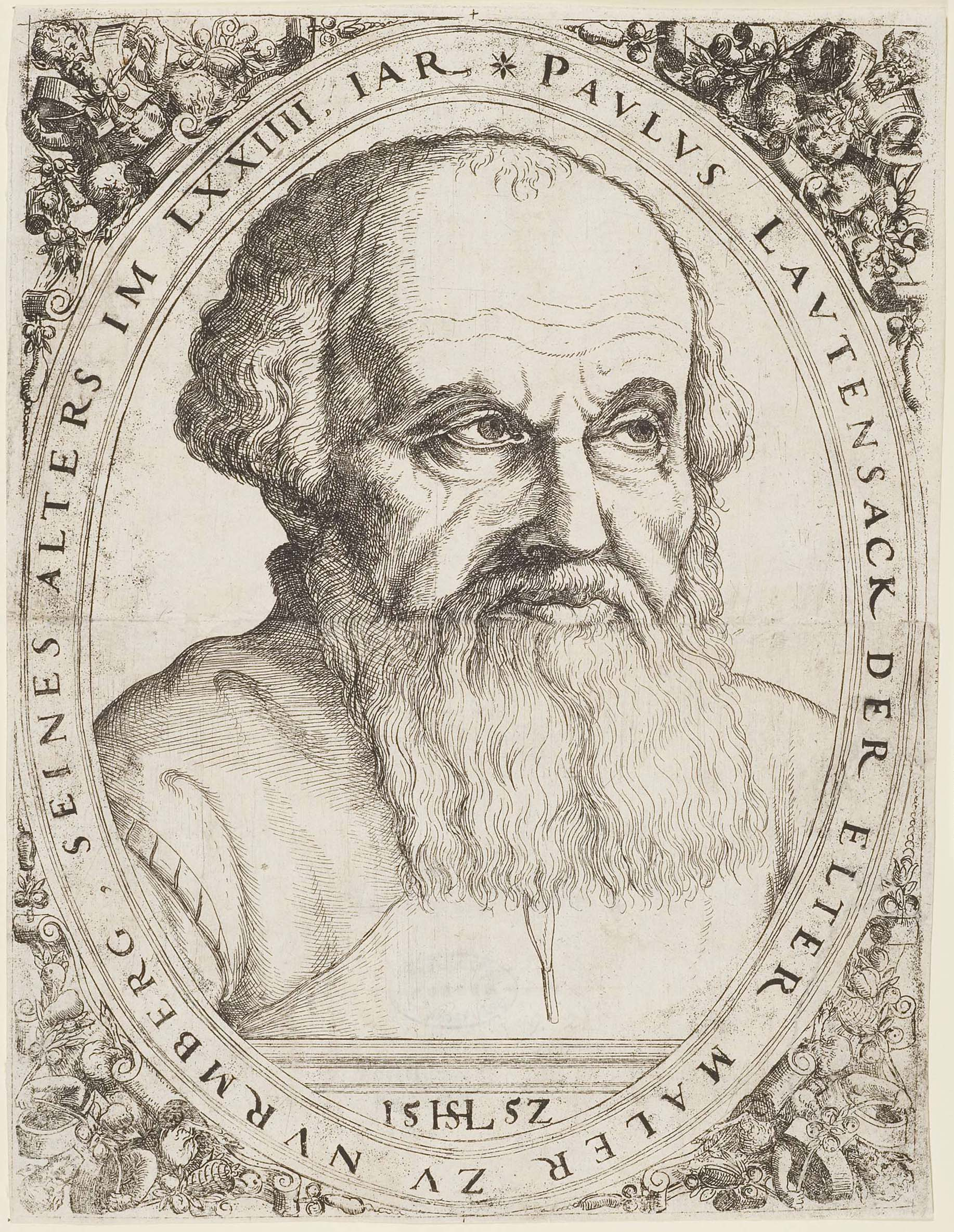
Paul Lautensack (1552, Herzog Anton Ulrich-Museum, Braunschweig)
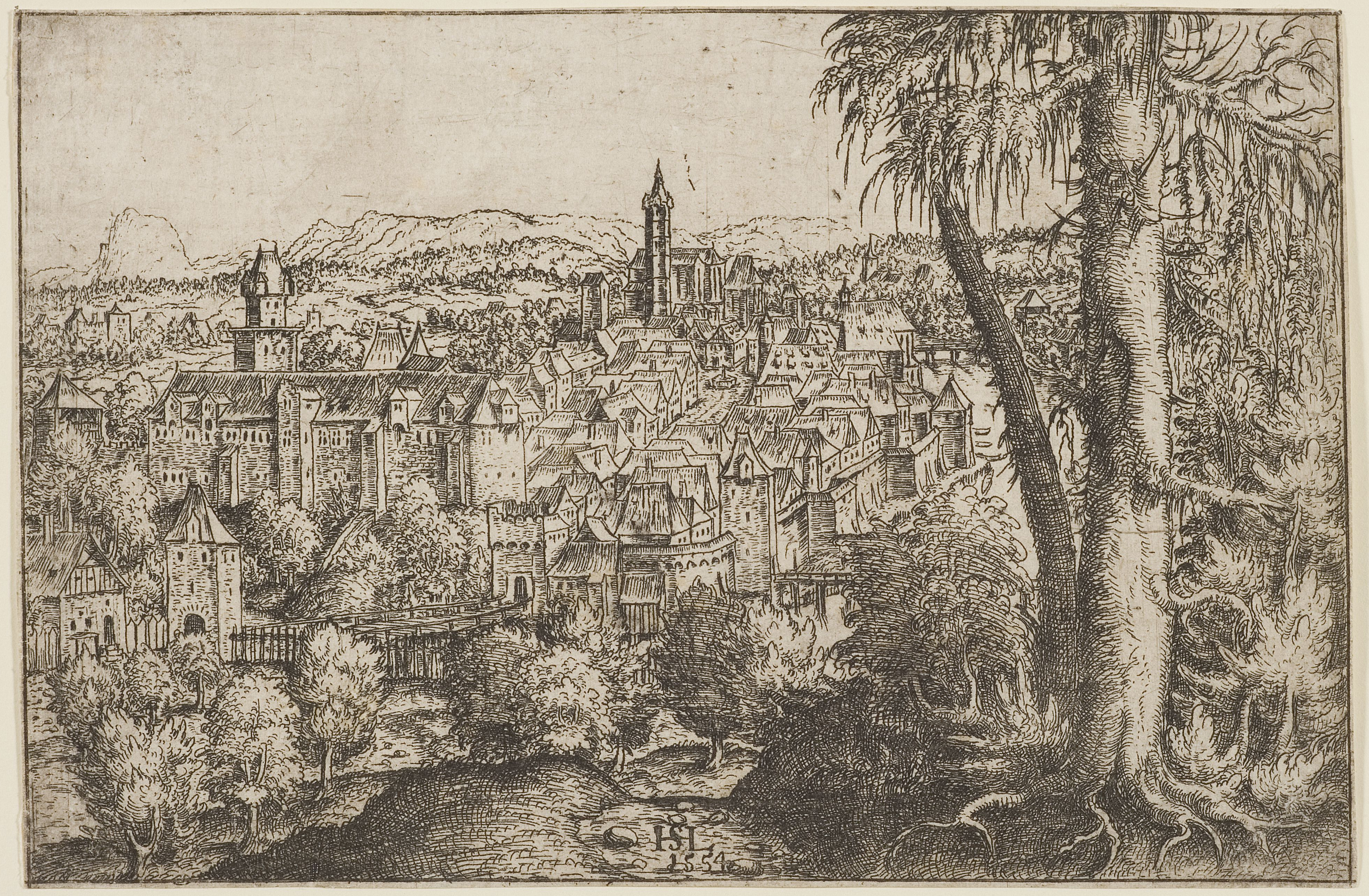
Ansicht von Steyr (1554, Herzog Anton Ulrich-Museum)
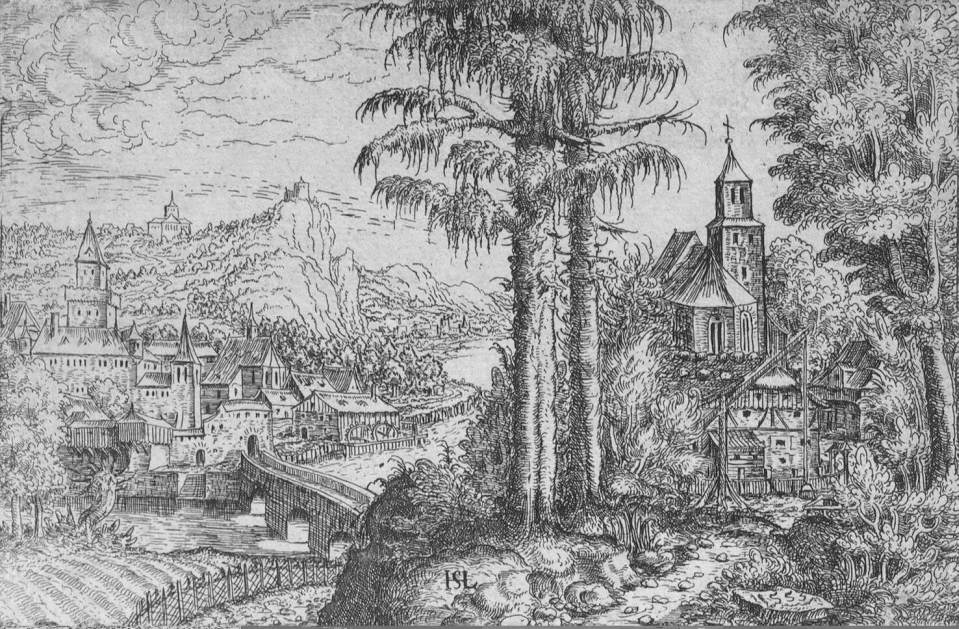
Grafik in der Eremitage St. Petersburg